# Dindi
"Dindi" é uma canção composta por Antônio Carlos Jobim, com letras por Aloysio de Oliveira. Jobim escreveu essa música especialmente para o cantor brasileiro Sylvia Telles. "Dindi" e uma referencia para um fazendeiro com nome "Dirindi", em Brasil, um lugar que o Jobim e seu amigo/colaborado Vinicius de Moraes consumava visita (segundo ao Helena Jobim, sua irma, no livro dele Antonio Carlos Jobim - Um Homem Iluminado). Em decembro de 1966, Telles gravou a canção com o guitarrista Rosinha de Valença.
Céu, tão grande é o céu
E bandos de nuvens que passam ligeiras
Prá onde elas vão, ah, eu não sei, não sei.

## Versão em inglês
A letra em inglês foi escrita por Ray Gilbert:
"Sky so vast is the sky / with faraway clouds just wandering by / Where do they go / oh I don't know."

## Discografia
- Lee Ritenour - A Twist of Jobim (1997) e World of Brazil (2005), cantando por El DeBarge[4][5]
- Seela Misra (com TOrcH) - Sounds for Staying Home (2002) [6]